# Ichy
Ichy ist eine französische Gemeinde mit 158 Einwohnern (Stand: 1. Januar 2022) im Département Seine-et-Marne in der Region Île-de-France. Sie gehört zum Arrondissement Fontainebleau und zum Gemeindeverband Gâtinais-Val de Loing.
Die Einwohner werden Ichichois genannt.

## Geographie
Die Gemeinde Ichy liegt an der Grenze zum Département Loiret in der Landschaft Gâtinais, 15 Kilometer südwestlich von Nemours und 23 Kilometer östlich von Pithiviers. Das 7,8 Quadratkilometer große Gemeindegebiet ist waldlos, fast eben und weist weder stehende noch fließende Gewässer auf.

### Nachbargemeinden
Umgeben ist Ichy von den Gemeinden Burcy im Norden, Obsonville im Nordosten und Osten, Arville im Süden sowie Bromeilles im Westen.

## Bevölkerungsentwicklung
Im Jahr 1891 wurde mit 357 Bewohnern die bisher höchste Einwohnerzahl ermittelt.
| Jahr      | 1891 | 1954 | 1962 | 1968 | 1975 | 1982 | 1990 | 1999 | 2006 | 2012 | 2021 |
| Einwohner | 357  | 204  | 172  | 177  | 175  | 138  | 152  | 171  | 156  | 183  | 159  |

## Sehenswürdigkeiten
- Kirche Saint-Vincent aus dem 15. Jahrhundert

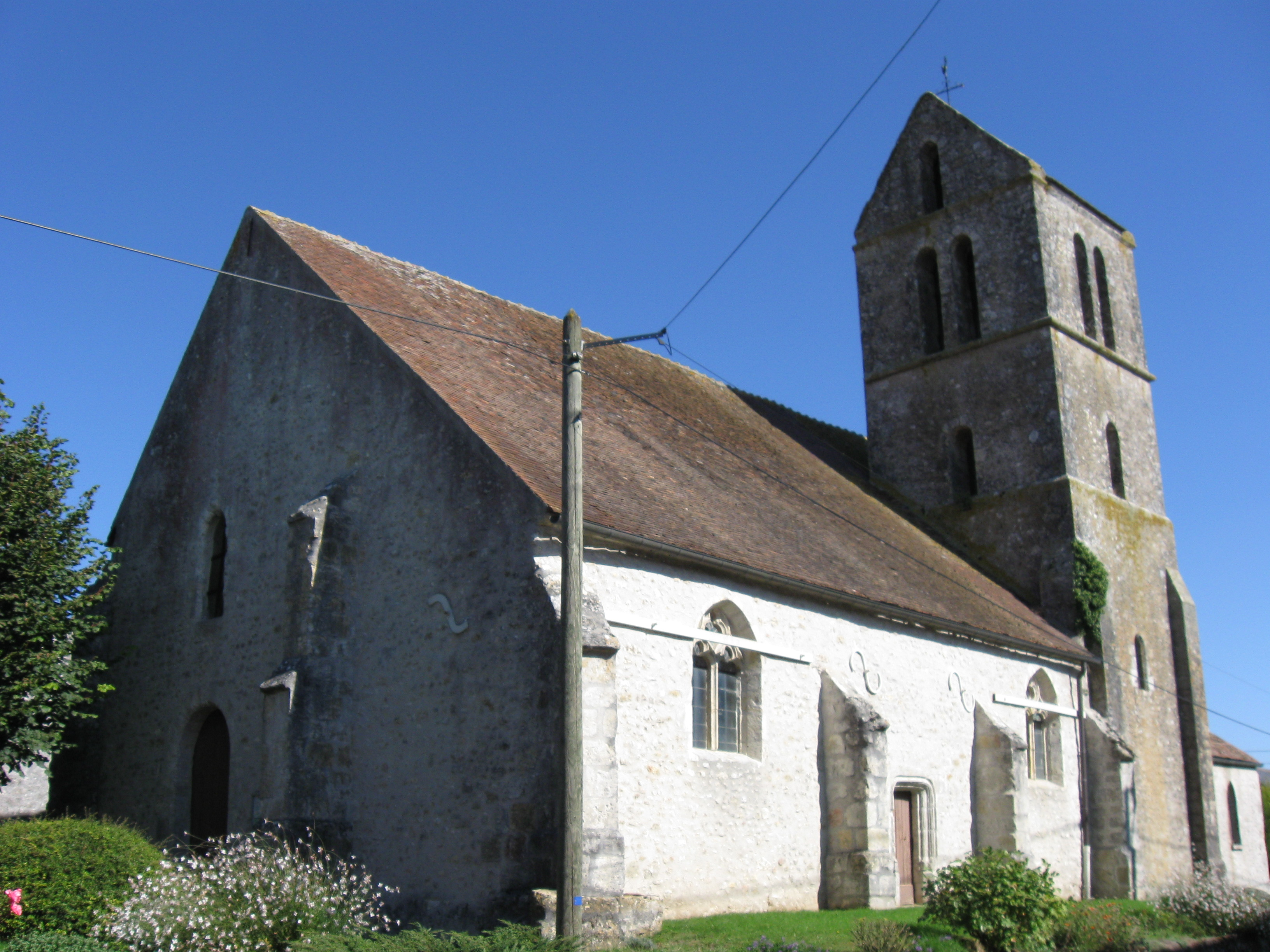
Kirche Saint-Vincent

- Taubenturm
- Ehemaliger Wasserturm
- Kriegerdenkmal

## Wirtschaft und Infrastruktur
In Ichy gibt es eine Grundschule und einen Kindergarten. Ein mobiles Lebensmittelgeschäft kommt einmal wöchentlich, ein mobiler Bäcker täglich.
In Ichy sind acht Landwirtschaftsbetriebe ansässig (Getreideanbau, Viehzucht).

### Verkehr
Durch Ichy führen die Fernstraßen von Nemours nach Châteauneuf-sur-Loire und von Puiseaux nach Château-Landon. Etwa 15 Kilometer von Ichy entfernt bestehen Anschlüsse an die Autobahnen A 6, A 19 und A 77.